# In a vodka shop
In a vodka shop is een compositie van Arnold Bax.
Bax, die in 1910 Rusland bezocht, schreef deze miniatuur voor piano solo.
Hij voltooide het op 22 januari 1915. Een recensent omschreef het als een weergave van een willekeurig kroegbezoek in East End. Opmerkelijk is dat Bax het manuscript opdroeg aan pianiste Harriet Cohen (Tania), zijn muze en grote liefde, terwijl de gedrukte versie is opgedragen aan degene die het het eerst uitvoerde, Myriam Hess.
Het werkje staat geschreven in de zevenkwartsmaat, een ongebruikelijke maatsoort. Als opdracht voor de pianist hoe het uit te voeren wordt vermeld Coarse and rough.
In 1919 orkestreerde Bax het werk voor zijn Russian suite for orchestra (GP215), dat origineel uit drie delen bestond (Gopak, Nocturne en In a vodka shop), maar waarvan er maar twee werden georkestreerd. De georkestreerde deeltjes werden dienovereenkomstig los uitgevoerd, onder meer onder leiding van Ernest Ansermet (première mei 1919) en Adrian Boult.
In 2017 zijn er vier opnames te koop:
- platenlabel Lyrita: Iris Loveridge (pianoversie, historische opname uit 1958-1963)
- platenlabel Chandos: Eric Parkin (pianoversie, opname 1985, uitgave 1988)
- platenlabe; Chandos: Bryden Thomson met het London Philharmonic Orchestra (orkestversie, opname 1988)
- platenlabel Naxos: Ashley Wass (pianoversie, opname 2003)